# Kanton Aix-les-Bains-1
Aix-les-Bains-1 is een kanton van het Franse departement Savoie. Het kanton maakt deel uit van het arrondissement Chambéry.
In 2018 telde het 28.219 inwoners.
Het kanton werd gevormd ingevolge het decreet van 27 februari 2014 met uitwerking op 22 maart 2015.

## Gemeenten
De fusiegemeente (commune nouvelle) Saint-Offenge is ontstaan door samenvoeging op 1 januari 2015 van de gemeenten Saint-Offenge-Dessous en Saint-Offenge-Dessus.
De fusiegemeente (commune nouvelle) Entrelacs, is ontstaan op 1 januari 2016 door samenvoeging van de gemeenten Albens, Cessens, Épersy, Mognard, Saint-Germain-la-Chambotte en Saint-Girod.
Het kanton omvat sindsdien volgende gemeenten:
- Aix-les-Bains  (westelijk deel)
- La Biolle
- Brison-Saint-Innocent
- Entrelacs
- Grésy-sur-Aix
- Montcel
- Pugny-Chatenod
- Saint-Offenge
- Saint-Ours
- Trévignin